# Philipp Fürst
Philipp Fürst   (Ludwigshafen, 8 de novembre de 1936 - Ludwigshafen, 6 de novembre de 2014) fou un gimnasta artístic alemany que va competir durant les dècades de 1950 i 1960.
El 1960 va prendre part en els Jocs Olímpics d'Estiu de Roma, on disputà vuit proves del programa de gimnàstica. Destaca la setena posició en el concurs complet per equips. Quatre anys més tard, als Jocs de Tòquio, tornà a disputar vuit proves del programa de gimnàstica. Guanyà la medalla de bronze en el concurs complet per equips, mentre en les altres proves finalitzà en posicions força endarrerides.
En el seu palmarès també destaquen tres medalles de bronze al Campionat d'Europa de gimnàstica artística, dues el 1959 i una el 1961, així com també vint-i-un campionats nacionals, tres per equips i 18 individuals. El 1964 va rebre la Silver Bay Leaf, màxima condecoració esportiva del país.
Una vegada retirat va exercir d'entrenador.